# Jillian Bell
Jillian Leigh Bell (* 25. April 1984 in Las Vegas, Nevada) ist eine US-amerikanische Schauspielerin.

## Leben und Karriere
Bell wurde in Las Vegas geboren und wuchs dort auch auf. Nach einem Abschluss an der Bishop Gorman High School im Jahr 2002 zog sie nach Los Angeles, wo sie Mitglied der Improtheater-Gruppe The Groundlings wurde. Daraufhin arbeitete sie für kurze Zeit als Drehbuchautorin für die Comedy-Sendung Saturday Night Live.
Ab 2011 wurde sie bekannt als Gastdarstellerin in der Fernsehserie Workaholics, wo sie in insgesamt 44 Folgen die Rolle der Jillian Belk übernahm. 2014 co-kreierte sie die Fernsehserie Idiotsitter, in welcher sie zudem eine der Hauptrollen übernahm. Die Serie handelt von einer Tochter reicher Eltern (gespielt von Bell), welche Hausarrest erhält und daraufhin von einem Babysitter betreut werden muss.
Für eine kommende Neuverfilmung des 1984 erschienenen Films Splash – Eine Jungfrau am Haken hat sie an der Seite von Channing Tatum die weibliche Hauptrolle übernommen.

## Filmografie (Auswahl)
- 2009: Worst Week (Fernsehserie, Folge 1x13)
- 2009: Lass es, Larry! (Curb Your Enthusiasm, Fernsehserie, Folge 7x06)
- 2011: Brautalarm (Bridesmaids)
- 2011: Franklin & Bash (Fernsehserie, Folge 1x03)
- 2011: Friends with Benefits (Fernsehserie, Folge 1x06)
- 2011: Love, Gloria
- 2011–2016: Workaholics (Fernsehserie, 44 Folgen)
- 2012: The Master
- 2012–2013: Partners (Fernsehserie, 6 Folgen)
- 2013: Eastbound & Down (Fernsehserie, 8 Folgen)
- 2013: High School USA! (Fernsehserie, Folge 1x10, Stimme)
- 2014: 22 Jump Street
- 2014: Inherent Vice – Natürliche Mängel (Inherent Vice)
- 2014: Willkommen in Gravity Falls (Gravity Falls, Fernsehserie, 2 Folgen, Stimme)
- 2014–2017: Idiotsitter (Fernsehserie, 23 Folgen)
- 2015: Lucas Bros. Moving Co. (Fernsehserie, 2 Folgen, Stimme)
- 2015: Gänsehaut (Goosebumps)
- 2015: Die Highligen Drei Könige (The Night Before)
- 2015–2018: SuperMansion (Fernsehserie, Stimme, 30 Folgen)
- 2016: Angry Birds – Der Film (The Angry Birds Movie, Stimme)
- 2016: Portlandia (Fernsehserie, Folge 6x04)
- 2016: Office Christmas Party
- 2017: Fist Fight
- 2017: Girls’ Night Out (Rough Night)
- 2018: Drunk History (Fernsehserie, Folge 5x04)
- 2018: Pretty Bad Actress
- 2019: Brittany Runs a Marathon
- 2019–2021: Bless the Harts (Fernsehserie, Stimme)
- 2019–2022: Grünes Ei mit Speck (Green Eggs and Ham, Fernsehserie, 17 Folgen, Stimme)
- 2020: Cowboys
- 2020: Bill & Ted retten das Universum (Bill & Ted Face the Music)
- 2020: Die gute Fee (Godmothered)
- 2023: Murder Mystery 2
- 2023: Fool’s Paradise
- 2023: Candy Cane Lane – Eine Weihnachtsgeschichte (Candy Cane Lane)
- 2024: Reunion
- 2024: Die Abenteuer der Teenage Mutant Ninja Turtles (Tales of the Teenage Mutant Ninja Turtles, Fernsehserie, Stimme)
- 2025: Irgendwie schwanger (Kinda Pregnant)
- 2025: Summer of 69 (auch Regie und Drehbuch)